# Vireo flavifrons
El vireo gorjiamarillo (Vireo flavifrons) es una especie de ave paseriforme de la familia Vireonidae perteneciente al numeroso género Vireo. Se distribuye por Canadá y Estados Unidos (donde anida), migrando hacia México, Centroamérica, islas del Caribe y parte del norte de América del Sur.

## Nombres comunes
Se le denomina julián chiví gargantiamarillo, verderón cariamarillo (en Colombia), verdón de pecho amarillo (en Cuba), vireo cuelliamarillo (en Honduras), vireo cuelligualdo, vireo garganta amarilla (en República Dominicana y México), vireo gargantiamarillo (en Venezuela), vireo gorgigualdo, vireo gorgiamarillo (en México) o vireo pechiamarillo (en Costa Rica y Nicaragua).

## Distribución y hábitat
Anida en el sureste de Canadá (desde el sureste de Manitoba, sur de Ontario y suroeste de Quebec) hacia el sur por los Estados Unidos, hasta el centro de Texas y norte de Florida. Migra hacia México (al sur desde Veracruz y este de Oaxaca) al sur a través de casi toda América Central hasta el norte de Colombia y Venezuela; en invierno también en New Providence y posiblemente otras islas en Bahamas, Cuba (incluyendo la isla de Pinos), y esporádicamente en el norte del Caribe. Aparte de los países ya mencionados se registra su presencia en Antigua y Barbuda; Barbados; Belice; Islas Cayman, Costa Rica; Curaçao; Dominica; El Salvador; Guadeloupe; Guatemala; Honduras; Martinica; Montserrat; Nicaragua; Panamá; Puerto Rico; San Cristóbal y Nieves; Santa Lucía; San Vicente y las Granadinas; Trinidad y Tobago; Turks y Caicos e Islas Vírgenes de los Estados Unidos. Como divagante ha sido registrado en Grenada; Haití; Jamaica; Saint Pierre y Miquelon y hasta en Irlanda y Gran Bretaña.
Su hábitat preferencial para reproducir son los bosques templados y los bosques de tierras bajas tropicales y subtropicales, migrando principalmente para estos últimos y para una variedad de otros ambientes. En Colombia y Venezuela es incomún en la canopia y bordes de selvas húmedas hasta los 1800 m s. n. m. de altitud.